# کاراجااورن (کوزان)
کاراجااورن (به ترکی استانبولی: Karacaören) یک منطقهٔ مسکونی در ترکیه است که در قوزان (ترکیه) واقع شده‌است.